# Personaldokument
Ein Personaldokument (von lateinisch personalis, ‚persönlich‘) ist ein vom Staat ausgestelltes Schriftstück, das offiziell die Identität einer Person belegt und dessen Missbrauch unter Strafe steht.
In Deutschland gibt es zwei Arten von Personaldokumenten: Reisepass und Personalausweis.
In Österreich: Reisepass, Personalausweis, Identitätsausweis, Führerschein, Waffenpass u. a.
In der Schweiz: Reisepass, Identitätskarte, SuisseID.
Andere Schriftstücke, die eine Person identifizieren könnten, wie beispielsweise Sozialversicherungsausweis, Schülerausweis, Studentenausweis, Mitgliedsausweis, BahnCard usw., werden im Allgemeinen nicht als Personaldokumente akzeptiert, da es zu viele ausgebende Stellen gibt, deren Vergaberichtlinien nicht allgemein bekannt sind, unterschiedliche Formate vorliegen und oftmals kaum Fälschungssicherheit besteht. Häufig tragen derartige Dokumente daher den Zusatz „Nur gültig in Verbindung mit einem Personalausweis oder Reisepass“.